# Nikolaj Sokolov (friidrottare)
Nikolaj Nikolajevitj Sokolov (ryska: Николай Николаевич Соколов), född 28 augusti 1930 i Vologda, död 2009, var en sovjetisk friidrottare.
Sokolov blev olympisk silvermedaljör på 3 000 meter hinder vid sommarspelen 1960 i Rom.